# Dejan Lovren
Pour les articles homonymes, voir Dejan.
Dejan Lovren, né le 5 juillet 1989 à Zenica en Yougoslavie (aujourd'hui en Bosnie-Herzégovine), est un footballeur international croate qui évolue au poste de défenseur central au PAOK Salonique.

## Biographie

### En club

#### Débuts en Croatie (2006-2010)
Dejan Lovren est formé au Dinamo Zagreb. Barré dans son club formateur par plusieurs joueurs d'expérience, notamment Igor Bišćan et Leandro Cufré, Dejan Lovren est prêté à l'âge de 17 ans au club de l'Inter Zaprešić, qu'il accompagne en tant que titulaire dans sa remontée en première division croate. Le prêt est renouvelé une seconde saison puis Lovren retourne au Dinamo Zagreb avec un nouveau statut.
Durant la saison 2008-2009, lors de laquelle le Dinamo Zagreb remporte le championnat et la Coupe de Croatie, la rigueur défensive et l'impact physique du jeune joueur lui ouvrent les portes de la sélection nationale. Dès lors, ses performances attirent le regard de plusieurs grands clubs, dont Chelsea et Tottenham, qui lui reconnaissent entre autres un bon sens du placement, des relances précises et un bon jeu de tête.

#### Olympique lyonnais (2010-2013)
Le 13 janvier 2010, il s'engage pour quatre ans et demi à l'Olympique lyonnais. L'indemnité de transfert s'élève à 7,75 millions d'euros (dont 1,5 million bonifiés). Alors âgé de vingt ans, Dejan Lovren justifie son choix de rejoindre Lyon par la qualité de l'encadrement, critère primordial à ses yeux pour permettre aux bons joueurs de se révéler.
Arrivé au mercato hivernal, Dejan Lovren effectue une seconde partie de saison 2009-2010 en tant que remplaçant et prend part à dix matches toutes compétitions confondues. Non qualifié pour la Ligue des champions en raison de sa participation à la compétition avec le Dinamo Zagreb, Dejan Lovren assiste depuis les tribunes à la première qualification de l'Olympique lyonnais pour une demi-finale de Ligue des champions. En fin de saison, la plupart des observateurs s'accordent à dire que ce premier bilan atteste d'un temps d'adaptation nécessaire.
Au cours de la saison 2010-2011, le temps de jeu de Dejan Lovren augmente à la suite des départs de Jean-Alain Boumsong et de Mathieu Bodmer lors de l'été 2010. En première partie de saison, il est considéré par Claude Puel comme le choix numéro deux, ex æquo avec Pape Diakhaté au poste de défenseur central, juste derrière Cris. Il effectue par ailleurs quelques remplacements en tant que défenseur droit ou gauche, sans grand succès. Particulièrement critiqué par la presse après sa prestation face à Benfica (défaite 4-3 de l'OL en phase de poule de la ligue des champions), le club défend son jeune joueur par un communiqué de presse où il rappelle la capacité de Lovren à évoluer en tant que latéral. Durant ce match, il marque tout de même son premier but sous les couleurs rhodaniennes. Au fil de la saison, Dejan Lovren prouve sa valeur auprès de l’encadrement technique, devenant progressivement le défenseur central le plus utilisé à ce poste.
Le 23 janvier 2012, le défenseur croate prolonge son contrat de deux ans avec l'OL.

#### Southampton (2013-2014)
Le 14 juin 2013, Dejan Lovren s'engage pour quatre saisons avec le Southampton FC,. Il a fait ses débuts le 17 août 2013, lors d'une victoire 1-0 contre West Bromwich Albion. Il a marqué son premier but pour Southampton contre Liverpool à Anfield le 21 septembre 2013, un but qui s'est avéré être le but gagnant. Le 19 octobre, il a aidé Adam Lallana à marquer le but égalisateur contre Manchester United lors d'un match nul 1-1 à Old Trafford. Il a marqué un deuxième but en championnat lors d'un match nul 2-2 à l'extérieur contre Sunderland le 18 janvier 2014, mais a été évacué en civière en fin de match et a nécessité un traitement hospitalier après la rencontre. Le 23 janvier, il a été annoncé qu'avec le milieu de terrain Gastón Ramírez, Lovren serait absent pendant six à huit semaines en raison d'une lésion aux ligaments de la cheville.
À la fin de sa première saison en Premier League, Lovren a été inclus dans la liste Power 50 de Bloomberg Sports, qui classe statistiquement les performances des joueurs des cinq meilleures ligues européennes. Il était le cinquième joueur le mieux classé de la Premier League à la 31e position. Après de nombreuses spéculations concernant l'avenir de Lovren à la suite des départs d'Adam Lallana, de Luke Shaw et de Rickie Lambert de Southampton, le Liverpool Echo a rapporté le 25 juillet 2014 que Southampton avait accepté un montant avec Liverpool pour la vente de Lovren, qui devait passer une visite médicale au club de Merseyside après avoir apparemment déposé une demande de transfert à Southampton.

#### Liverpool FC (2014-2020)
Le 27 juillet 2014, Lovren s'engage avec le Liverpool FC.

#### Zénith Saint-Pétersbourg (2020-2022)
Le 27 juillet 2020, Lovren s'engage avec le Zénith Saint-Pétersbourg.

#### Retour à l'Olympique lyonnais (2023-2024)
Le 2 janvier 2023, Dejan Lovren fait son retour à l'Olympique lyonnais après avoir signé un contrat jusqu'en 2025. Son arrivée crée la polémique à la suite de ses sorties glorifiant le fascisme et d'une intervention homophobe sur Twitter,.

### En équipe nationale
Après avoir évolué sous le maillot des différentes équipes de jeunes de Croatie, la bonne saison 2008-2009 du Dinamo Zagreb permet à Dejan Lovren de passer un cap au niveau international. En effet, il commence à être sélectionné en équipe nationale le 8 octobre 2009.
Présélectionné par Slaven Bilić dans la liste des joueurs susceptibles de participer à l'Euro 2012, Lovren est contraint de déclarer forfait à cause d'une blessure au pied survenue lors de la finale de la coupe de France.
Le 26 mars 2013, Dejan Lovren inscrit le but de l'égalisation contre le pays de Galles, la Croatie s'impose 2-1.
En mai 2018, Dejan Lovren est nommé dans la liste des vingt-trois joueurs croates qui participent à la Coupe du monde. Il joue lors de tous les matchs de la Croatie et termine finaliste de la compétition, battu par la France (4-2).
Le 9 novembre 2022, il est sélectionné par Zlatko Dalić pour participer à la Coupe du monde. Lors de la compétition, il effectue un salut fasciste et chante un chant néonazi de Marko Perković rendant hommage aux Oustachis.
Le 23 février 2023, il annonce sa retraite internationale.

## Statistiques
| Saison                | Club                     | Championnat           | Championnat | Championnat | Coupe(s) nationale(s) | Coupe(s) nationale(s) | Supercoupe | Supercoupe | Compétition(s) continentale(s) | Compétition(s) continentale(s) | Compétition(s) continentale(s) | Croatie | Croatie | Total | Total |
| Saison                | Club                     | Division              | M.          | B.          | M.                    | B.                    | M.         | B.         | Comp.                          | M.                             | B.                             | M.      | B.      | M.    | B.    |
| 2005-2006             | Dinamo Zagreb            | HNL                   | 1           | 0           | -                     | -                     | -          | -          | -                              | -                              | -                              | -       | -       | 1     | 0     |
| 2006-2007             | Inter Zaprešić (prêt)    | Druga HNL             | 21          | 0           | 4                     | 0                     | -          | -          | -                              | -                              | -                              | -       | -       | 25    | 0     |
| 2007-2008             | Inter Zaprešić (prêt)    | HNL                   | 29          | 0           | 2                     | 0                     | -          | -          | -                              | -                              | -                              | -       | -       | 31    | 0     |
| Sous-total            | Sous-total               | Sous-total            | 50          | 0           | 6                     | 0                     | -          | -          | -                              | -                              | -                              | -       | -       | 56    | 0     |
| 2008-2009             | Dinamo Zagreb            | HNL                   | 22          | 1           | 8                     | 1                     | -          | -          | C1+C3                          | 3+5                            | 0+1                            | -       | -       | 38    | 3     |
| 2009-2010             | Dinamo Zagreb            | HNL                   | 14          | 0           | 4                     | 0                     | -          | -          | C1+C3                          | 4+7                            | 1+0                            | 2       | 0       | 31    | 1     |
| Sous-total            | Sous-total               | Sous-total            | 37          | 1           | 12                    | 1                     | -          | -          | -                              | 19                             | 2                              | 2       | 0       | 70    | 4     |
| 2009-2010             | Olympique lyonnais       | Ligue 1               | 8           | 0           | 2                     | 0                     | -          | -          | -                              | -                              | -                              | 3       | 0       | 13    | 0     |
| 2010-2011             | Olympique lyonnais       | Ligue 1               | 28          | 0           | 3                     | 0                     | -          | -          | C1                             | 6                              | 1                              | 3       | 0       | 40    | 1     |
| 2011-2012             | Olympique lyonnais       | Ligue 1               | 18          | 1           | 5                     | 0                     | -          | -          | C1                             | 8                              | 0                              | 5       | 1       | 36    | 2     |
| 2012-2013             | Olympique lyonnais       | Ligue 1               | 18          | 1           | 1                     | 0                     | -          | -          | C3                             | 5                              | 0                              | 4       | 1       | 28    | 2     |
| Sous-total            | Sous-total               | Sous-total            | 72          | 2           | 11                    | 0                     | -          | -          | -                              | 19                             | 1                              | 15      | 2       | 117   | 5     |
| 2013-2014             | Southampton FC           | Premier League        | 31          | 2           | -                     | -                     | -          | -          | -                              | -                              | -                              | 11      | 0       | 42    | 2     |
| Sous-total            | Sous-total               | Sous-total            | 31          | 2           | -                     | -                     | -          | -          | -                              | -                              | -                              | 11      | 0       | 42    | 2     |
| 2014-2015             | Liverpool FC             | Premier League        | 26          | 0           | 6                     | 1                     | -          | -          | C1+C3                          | 4+2                            | 0                              | 2       | 0       | 40    | 1     |
| 2015-2016             | Liverpool FC             | Premier League        | 24          | 0           | 5                     | 0                     | -          | -          | C3                             | 10                             | 1                              | 1       | 0       | 40    | 1     |
| 2016-2017             | Liverpool FC             | Premier League        | 29          | 2           | 3                     | 0                     | -          | -          | -                              | -                              | -                              | 1       | 0       | 33    | 2     |
| 2017-2018             | Liverpool FC             | Premier League        | 29          | 2           | -                     | -                     | -          | -          | C1                             | 14                             | 0                              | 14      | 0       | 57    | 2     |
| 2018-2019             | Liverpool FC             | Premier League        | 13          | 1           | 2                     | 0                     | -          | -          | C1                             | 3                              | 0                              | 7       | 0       | 25    | 1     |
| 2019-2020             | Liverpool FC             | Premier League        | 10          | 0           | 2                     | 0                     | -          | -          | C1                             | 3                              | 1                              | 4       | 1       | 19    | 2     |
| Sous-total            | Sous-total               | Sous-total            | 131         | 5           | 18                    | 1                     | -          | -          | -                              | 36                             | 2                              | 29      | 1       | 214   | 9     |
| 2020-2021             | Zénith Saint-Pétersbourg | Premier-Liga          | 21          | 2           | 1                     | 0                     | 1          | 0          | C1                             | 5                              | 0                              | 9       | 1       | 37    | 3     |
| 2021-2022             | Zénith Saint-Pétersbourg | Premier-Liga          | 14          | 0           | 1                     | 0                     | 1          | 0          | C1                             | 4                              | 0                              | 4       | 0       | 24    | 0     |
| 2022-2023             | Zénith Saint-Pétersbourg | Premier-Liga          | 15          | 1           | 1                     | 0                     | -          | -          | -                              | -                              | -                              | 8       | 1       | 24    | 2     |
| Sous-total            | Sous-total               | Sous-total            | 50          | 3           | 2                     | 0                     | 2          | 0          | -                              | 9                              | 0                              | 21      | 2       | 84    | 5     |
| 2022-2023             | Olympique lyonnais       | Ligue 1               | 17          | 1           | 3                     | 0                     | -          | -          | -                              | -                              | -                              | -       | -       | 20    | 1     |
| 2023-2024             | Olympique lyonnais       | Ligue 1               | 10          | 0           | 1                     | 0                     | -          | -          | -                              | -                              | -                              | -       | -       | 11    | 0     |
| Sous-total            | Sous-total               | Sous-total            | 27          | 1           | 4                     | 0                     | -          | -          | -                              | 0                              | 0                              | 0       | 0       | 31    | 1     |
| Total sur la carrière | Total sur la carrière    | Total sur la carrière | 399         | 14          | 53                    | 2                     | 2          | 0          | -                              | 83                             | 5                              | 78      | 5       | 615   | 26    |

## Palmarès

### En club
NK Inter Zaprešić
- Champion de Croatie de D2 en 2007.

 Dinamo Zagreb
- Champion de Croatie en 2006, 2009 et 2010
- Vainqueur de la Coupe de Croatie en 2009

 Olympique lyonnais
- Vainqueur de la Coupe de France en 2012.
- Vainqueur du Trophée des champions en 2012
- Finaliste de la Coupe de la Ligue en 2012.

 Liverpool FC
- Vainqueur de la Ligue des champions en 2019.
- Champion d'Angleterre en 2020.
- Finaliste de la Ligue des champions en 2018.
- Finaliste de la Ligue Europa en 2016.
- Vice-champion d'Angleterre en 2019.

 Zénith Saint-Pétersbourg
- Champion de Russie en 2021 et 2022.
- Vainqueur de la Supercoupe de Russie en 2020 et 2021.

### En sélection nationale
Croatie
- Coupe du monde
  - Finaliste en 2018.
  - Troisième en 2022.